# Anthurium grandicataphyllum
Anthurium grandicataphyllum är en kallaväxtart som beskrevs av Thomas Bernard Croat och M.M.Mora. Anthurium grandicataphyllum ingår i släktet Anthurium och familjen kallaväxter. Inga underarter finns listade.